# Сліпун червоподібний
Сліпун червоподібний (Xerotyphlops vermicularis) — вид змій родини сліпунів (Typhlopidae). Інша назва: «сліпун звичайний».

## Опис
Загальна довжина досягає 30 см, у деяких випадках 41,5 см. За формою тіла нагадує великого дощового хробака. Хвіст дуже короткий, у 40-55 разів коротше тулуба, за формою нагадує голову і закінчується загостреним роговим шипиком. Тулуб витягнутий, стрункий, круглий у поперечному розрізі. Голова маленька. Морда дещо стисла та закруглена. Великий міжщелепний щиток сильно загорнутий на верхню поверхню голови, де його задній край майже досягає лінії, яка з'єднує очі. Носовий щиток розділений тільки у нижній своїй частині. Очі приховані під великими щитками, у вигляді темних цяток просвічують з боків голови. Луска гладенька, з металевим блиском, однорідна, яка  розташована у 20-24 поздовжніх рядків. 
Забарвлення верхньої сторони тіла коричнювате або коричнево-рожеве, нижня сторона тіла світліша, світло-сіра. У дорослих особин добре помітні вузькі темні лінії, що проходять по спині й з боків. 

## Поширення
Мешкаєна Балканському півострові, Малій Азії, Сирії, Вірменії, Азербайджані, Грузії, південному Дагестані (Росія), Середній Азії, Ірані, Афганістані. 

## Спосіб життя
Полюбляє передгір'я та гори з ксерофітною рослинністю, де тримається на відкритих ділянках. Зустрічається на висоті до 2000 м над рівнем моря. Часто населяє термітники і мурашники. Линяє, не покидаючи підземних сховищ, при цьому  шар епідермісу, який сходить на ліньці, не вивертається навиворіт, а залишається у вигляді характерних шматків-трубок в прокладених в ґрунті ходах. Харчується комахами та їх личинками.
Це яйцекладна змія. Самиця відкладає 2—10 яєць.

## Охорона
Xerotyphlops vermicularis охороняється в Європі і занесений до Додатку ІІІ Бернської конвенції (охоронна категорія: вид підлягає охороні).